# Phạm Minh Chính
Dans ce nom vietnamien, le nom de famille, Phạm, précède le nom personnel Selon la tradition vietnamienne, les personnes sont désignées par leur prénom usuel, en l'occurrence, Chính..
Phạm Minh Chính, né le 10 décembre 1958 dans le district de Hậu Lộc (province de Thanh Hóa), est un homme d'État vietnamien, Premier ministre depuis le 5 avril 2021.
Membre du bureau politique du Parti communiste depuis 2016, Chính est également vice-président du Conseil de défense nationale et de sécurité du Viêt Nam. Il est député et lieutenant général des Forces de sécurité publique populaire.

## Biographie
Pham Minh Chinh est docteur en loi, professeur associé en science de sécurité. Il fut membre du comité central (CC) du Parti des XIe, XIIe, XIIIe mandats ; membre du bureau politique des XIIe, XIIIe mandats ; secrétaire du comité central du Parti du XIIe mandat ; président de la Commission centrale d’organisation du Parti, président de la sous-commission de protection de la politique interne du comité central du Parti du XIIe mandat.

## Premier ministre du Viêt Nam

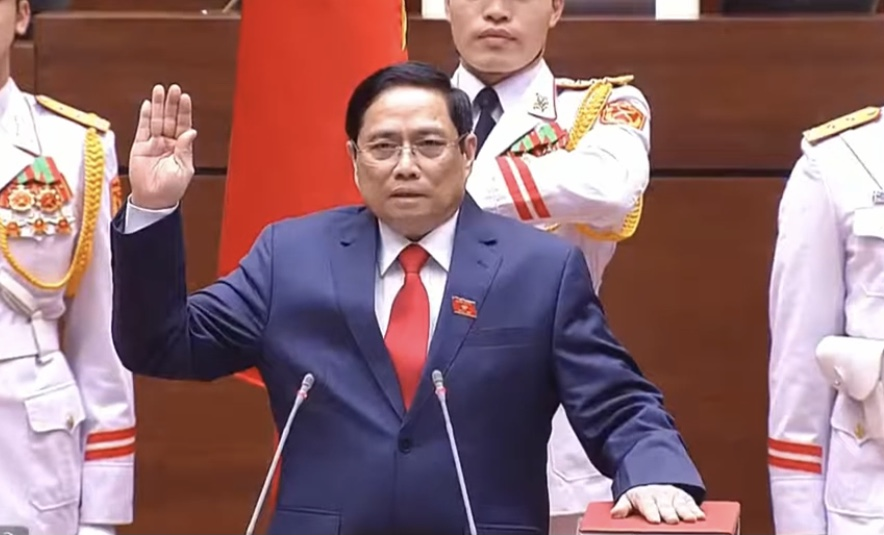
Chính prête serment le 4 mai 2021

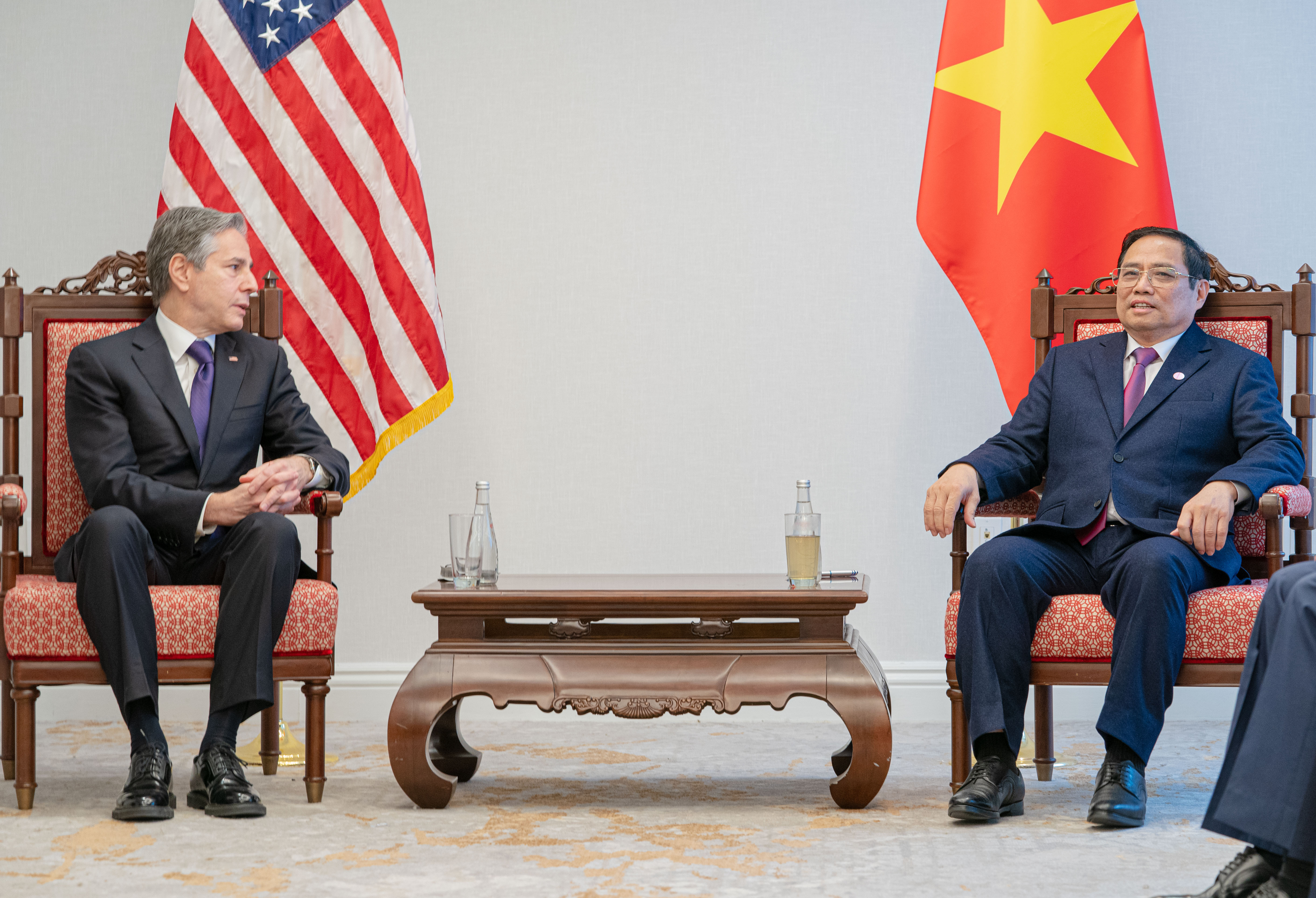
Phạm Minh Chính avec le secrétaire d'État américain Antony Blinken en mai 2022

Début 2021 a eu lieu le 13e Congrès national du Parti communiste vietnamien. Les médias étrangers ont suggéré avant et pendant le congrès que Pham Minh Chinh serait le nouveau Premier ministre le plus probable après le 13e Congrès national du Parti communiste du Vietnam,,.
Le 5 avril 2021, il est élu Premier ministre lors de la 11e séance de travail de la 14e Assemblée.